# Schoepite
La schoepite (simbolo IMA: Sho) è un minerale molto raro appartenente alla classe degli '"ossidi e idrossidi". La sua composizione chimica è [(UO2)4|(OH)6]·6H2O.

## Etimologia e storia
La schoepite fu scoperta per la prima volta nel 1922 nella "miniera di Shinkolobwe" (miniera di Kasolo) nella provincia del Katanga, che ora si trova nella Repubblica Democratica del Congo e descritta nel 1923 da Thomas Leonard Walker, che la chiamò che lo chiamò così in onore del geografo e mineralogista belga Alfred Schoep.
Il campione tipo si trova nel Royal Ontario Museum di Toronto, in Canada.

## Classificazione
Nell'ormai obsoleta ma ancora in uso 8ª edizione della sistematica minerale secondo Strunz, lo schoepite apparteneva alla classe minerale degli "ossidi e idrossidi" e lì alla sottoclasse degli "idrossidi e idrati di uranile", dove formava un gruppo indipendente insieme a ianthinite, metaschoepite, metastudtite, paraschoepite e studtite.
La 9ª edizione della sistematica minerale di Strunz, valida dal 2001 e utilizzata dall'International Mineralogical Association (IMA), classifica schoepite nella classe degli "ossidi e idrossidi" e nella divisione degli "4.G Idrossidi di uranile". Tuttavia, questa divisione è ulteriormente suddivisa in base all'eventuale presenza di ulteriori cationi, in modo che il minerale possa essere trovato nella suddivisione "4.GA Senza cationi aggiuntivi" in base alla sua composizione, dove forma solo il "gruppo della schoepite" con il sistema nº 4.GA.05 insieme a metaschoepite e paraschoepite.
Anche la sistematica dei minerali secondo Dana classifica la schoepite nella classe degli "ossidi e idrossidi", ma anche nella divisione degli "ossidi contenenti uranio e torio". Qui può anche essere trovata insieme a metaschoepite e paraschoepite nel gruppo senza nome 05.02.01 all'interno della sottodivisione "Ossidi contenenti uranio e torio con carica cationica di 6+ (AO3), e contenenti acqua".

## Abito cristallino
La schoepite cristallizza nel sistema ortorombico nel gruppo spaziale P21ca (gruppo nº 29, posizione 4) con i parametri reticolari a = 14,34 Å, b = 16,81 Å e c = 14,73 Å oltre a 8 unità di formula per cella unitaria.
La struttura cristallina della schoepite è topologicamente identica a quella della fourmarierite. L'atomo di uranio ha una geometria pentagonale-bipiramidale, con gli atomi di uranile di ossigeno che si trovano sugli assi e il piano equatoriale che forma strati di atomi di ossigeno legati ai bordi e ai vertici.

## Proprietà
Il minerale è classificato come altamente radioattivo a causa del suo contenuto di uranio fino al 72,9% e ha un'attività specifica di circa 130,5 kBq/g (per confronto: il potassio naturale ha un'attività specifica 0,0312 Bq/g).
Sotto la luce ultravioletta, alcuni schoepiti mostrano una fluorescenza verde.

## Modificazioni e varietà
Nel loro studio di diversi idrati di ossido di uranile, Christ e Clark notarono che il modello di diffrazione dei cristalli di schoepite mostra la presenza di tre diverse fasi. Nel loro studio, gli autori concludono che queste fasi sono schoepite ("schoepite I"), metaschoepite ("schoepite II") e paraschoepite ("schoepite III"). È possibile specificare i seguenti parametri cristallografici:
- Schoepite I: cristallizza nel sistema ortorombico nel gruppo spaziale Pbca (nº 61) con i parametri di reticolo a = 14,33 Å, b = 16,79 Å e c = 14,73 Å.
- Schoepite II: cristallizza nel sistema ortorombico nel gruppo spaziale Pbna (nº 60, posizione 5) con i parametri di reticolo a = 13,99 Å, b = 16,72 Å e c = 14,73 Å.
- Schoepite III: cristallizza nel sistema ortorombico nel gruppo spaziale Pbca (gruppo nº 61) con i parametri di reticolo a = 14,12 Å, b = 16,83 Å e c = 15,22 Å.[8]

Alcuni dei cristalli esaminati presentavano un nucleo bruno-ambrato (schoepite I) circondato da cristalli gialli aghiformi (schoepite II o schoepite III) la cui morfologia corrisponde a quella del cristallo originale. Il modello di diffrazione di schoepite III concorda con quello che Schoep e Stradiot avevano già trovato per la paraschoepite nel 1947. Anche i cristalli bruno-ambrati otticamente molto puri (schoepite I) mostrano la presenza di schoepite II nell'esperimento a raggi X. Le date di schoepite sono d'accordo con quelle che Billiet e de Jing stabilirono per schoepite nel 1935. La trasformazione di schoepite I in schoepite II e schoepite III è attribuita alla progressiva perdita di acqua cristallina. Ripetuti studi su questi cristalli hanno dimostrato che la trasformazione passa continuamente dalla Fase I alla Fase II e/o alla Fase III, anche in un'atmosfera satura di vapore acqueo. Anche i cristalli completamente gialli di schoepite III non si riconvertono in schoepite I. È stato anche osservato che quando un cristallo di schoepite marrone ambrato viene diviso al microscopio con un ago, le superfici di sfaldatura diventano gialle a causa dell'acqua cristallina che fuoriesce. Questa disidratazione potrebbe anche essere rilevata conservando un cristallo marrone ambrato sopra acido solforico concentrato. Dopo alcune ore si è formata una polvere gialla.

## Origine e giacitura
La Schoepitesi può essere trovata in zone di ossidazione delle miniere di uraninite o in alcune arenarie.
- A Shinkolobwe si rinviene associata a becquerelite, curite, vandendriesscheite.
- A Wolsendorf (Baviera) è associata a billietite.
- A Margnac II (Haute Vienne), si rinviene associata a pechblenda e gummite.

La schoepite è un raro prodotto di trasformazione dell'uraninite formata da processi idrotermali nei depositi di uranio ed è quindi solitamente in paragenesi con l'uraninite, ma anche con arsenuranilite, becquerelite, billietite, curite, fourmarierite, ianthinite, metazeunerite, nováčekite, paraschoepite, rutherfordite, soddyite, uranofane, uranospinite e vandendriesscheite.
La schoepite si trova spesso come prodotto di conversione diretta della ianthinite, che è instabile nell'aria. Gli pseudomorfismi completi dopo la ianthinite sono anche chiamati "epi-ianthinite". La schoepite stessa si trasforma lentamente in metaschoepite ((UO3)·nH2O n≈2) nell'aria, prima fuoriuscendo dall'acqua cristallina tra gli strati del reticolo cristallino, causando infine il collasso del reticolo e poi riorganizzandosi in una struttura più stabile. Di solito, i cristalli della schoepite mostrano aderenze di entrambi i minerali. In questo contesto, si discute che la metaschoepite si trasforma ulteriormente in "schoepite disidratata" ((UO3)·nH2O n≈ 0.75 - 1).
Essendo una formazione minerale rara, la schoepite è stata rilevata solo in pochi siti, anche se a partire dal 2013 sono noti circa 90 siti. Oltre alla località tipo, la "Miniera di Shinkolobwe", il minerale è stato trovato anche nella Repubblica Democratica del Congo nella "Miniera di Musonoi" vicino a Kolwezi e nella miniera di uranio a cielo aperto a est di Kamoto.
In Italia la schoepite è stata trovata nella miniera di Novazza a Valgoglio (in provincia di Bergamo); a Roburent (provincia di Cuneo); a Capoterra (Città metropolitana di Cagliari); in Trentino-Alto Adige è stata trovata a Bocenago, Borgo Chiese e Daone.
In Germania, la schoepite è stata trovata, tra l'altro, nel "Kirchheimerstollen" vicino a Baden-Baden-Müllenbach, sui cumuli di scorie ormai inaccessibili del deposito di uranio di Krunkelbachtal vicino a Menzenschwand, e nella cava di Clara vicino a Oberwolfach nel Baden-Württemberg; nel "Johannesschacht" vicino a Wölsendorf in Baviera; al Bühlskopf vicino a Ellweiler in Renania-Palatinato e vicino a Schneeberg nei Monti Metalliferi della Sassonia.
L'unico sito conosciuto in Svizzera è una fessura sul ghiacciaio dell'Albigna nel Canton Grigioni.
Altre località sono sparse in tutto il mondo.

## Forma in cui si presenta in natura
La schoepite forma piccoli cristalli prismatici tabulari, talvolta lamellari, oppure fibre raggiate e aggregati microcristallini.
La schoepite sviluppa anche cristalli per lo più trasparenti e diamantati con un habitus tabulare ma anche prismatico corto secondo {001} e di colore giallo limone, giallo zolfo o giallo-brunastro con striature giallo chiaro. Anche gli aggregati minerali microcristallini si verificano raramente.

## Caratteristiche chimico-fisiche
- Indici di rifrazione[1]:
  - α: 1,690
  - β: 1,714
  - γ: 1,735
- I campioni vanno attentamente curati dalla polvere[1].
- Pleocroismo: (x), (y), (z): incolore[2]
- Densità di elettroni: 4,16 gm/cc[2]
- Fotoelettricità: 813,18 barn/elettroni
- Indice di fermioni: 0,0053735882[2]
- Indice di bosoni: 0,9946264118[2]
- Radioattività[2]:
  - GRapi: 5 270 032,39 (Gamma Ray American Petroleum Institute Units)
  - Concentrazione di unità GRapi per la schoepite: 189,75 (PPB)
  - La radioattività della schoepite è definita in 49 CFR 173,403 come maggiore di 70 bq/gr